# Велос I (эсминец)
Велос — эскадренный миноносец греческого флота начала 20-го века.

## Предыстория
После кратковременной и «странной» греко-турецкой войны 1897 года, были предприняты попытки реорганизации Вооружённых сил. Главным выразителем этой тенденции стал Георгиос Теотокис. Теотокис стал ПМ Греции 08.12.1905 и сформировал правительство, где морским министром стал Константин Трикупис. Одной из первых акций нового министра стал огромный, для Греции, заказ 8 эсминцев. Первоначально предполагалось разместить заказ всех 8 эсминцев на верфи Yarrow, в Лондоне, бывшей тогда пионером в строительстве эсминцев. То что заказ был разбит на две части и строительство 4-х эсминцев, с характеристиками близкими к английским (типа Тиэлла), было размещено на германской верфи AG Vulcan Stettin, некоторые греческие исследователи объясняют не столько предыдущими заказами флота этой верфи, сколько вмешательством командующего вооружёнными силами наследного принца Константина, который не оставил вне сделки брата своей жены Софии — кайзера Германии Вильгельма II.

## Строительство
Строительство серии 4 эсминцев (класса Ники) было произведено в период 1905—1906 годов.
Корабль получил имя Велос (греч. Βέλος — стрела).
Другие корабли класса получили имена Аспис, Докса и Ники.

## Служба

### Балканские войны
3/16 декабря 1912 года, «Велос», в составе греческого флота, ведомого флагманом броненосцем Авероф, под командованием адмирала Кунтуриотиса, принял участие в греческой победе над турецким флотом у Элли.
В последовавшей греческой победе над турецким флотом у Лемноса «Велос» не принял участие, поскольку вместе с «Тиэлла», «Докса» и «Логхи (эсминец)» патрулировал между островами Хиос и Псара.
24 января (5 февраля) 1913 года, через несколько дней после победы греческого флота при Лемносе, лейтенант Мутусис, Михаил и мичман Морайтинис, Аристидис, находившиеся в Мудрос, остров Лемнос получили приказ произвести воздушную разведку над Дарданеллами, с целью обнаружения расположения отступившего и скрывшегося там турецкого флота. Для этой цели был использован гидроплан, на базе переделанного биплана Farman MF.7. Мутусис — Морайтинис обнаружили турецкий флот в районе базы Нара и, перед уходом из Дараданелл, сбросили на турецкий флот 4 бомбы, правда без серьёзных повреждений для турок Во время обратного полёта, экипаж гидроплана произвел вынужденное приводнение в Эгейском море, по причине проблем с мотором, но был подобран и отбуксирован находившимся поблизости эсминцем «Велос»
.

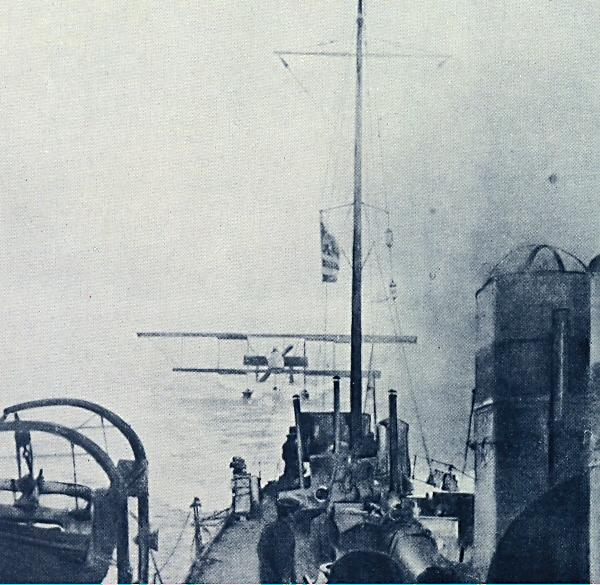
The Farman MF.7 of Moutoussis and Moraitinis collected by Velos after their Dardanelles mission.

Этот полёт признан первым в мировой истории боевым полётом сотрудничества авиации-флота и ознаменовал рождение первой в мире военно-морской авиации.

### Первая мировая война
В октябре 1916 года корабль был конфискован Антантой, по причине первоначального нейтралитета Греции и был передан французам. Эсминец под французским флагом и с французским экипажем использовался в противолодочном патрулировании между южной Францией и Корсикой. После вступления Греции в войну в июле 1917 года, корабль был возвращён греческому флоту в 1918 году.
В октябре 1918 года, вместе с союзным флотом, корабль прошёл через Дарданеллы. Под командование П.Вулгариса, «Велос» стал первым кораблём греческого флота вошедшим в Константинополь.
С февраля по июнь 1919 года, корабль находился на Чёрном море, оказывая поддержку белому движению в ходе интервенции Антанты и участвуя в эвакуации греческого населения юга России.
В ходе малоазийского похода греческой армии 1919—1922 годов, эсминец был задействован в блокаде побережья Анатолии.
По окончании войны ремонт и модернизация корабля были признаны нецелесообразными Велос был выведен из состава флота в 1926 году и продан на слом.

## Наследники
- Велос (эсминец) типа Fletcher.Вошёл в состав флота. Сегодня превращён в музей как символ участия флота в антидиктаторской борьбе и борьбе за демократию